# Pieter Vanspeybrouck
Pieter Vanspeybrouck (Tielt, 10 de febrer de 1987) és un ciclista belga, professional des del 2008 i actualment corre a l'equip Wanty-Groupe Gobert.
El 2013 va ser suspès durant tres mesos a causa d'un control positiu per Fenoterol. Només va ser suspès tres mesos, ja que la Federació belga va acceptar la defensa Vanspeybrouck que afirmava haver rebut Duovent (medicament que contenia el Fenoterol) en lloc de Ventolin per part del metge de l'equip, el qual va admetre la seva culpa i va presentar la seva dimissió.

## Palmarès
- 2007
  - Vencedor d'una etapa a la Volta a la Província de Lieja
- 2011
  - 1r al Sparkassen Giro Bochum
- 2016
  - 1r al Circuit Mandel-Leie-Escalda

### Resultats al Tour de França
- 2017. 100è de la classificació general